# 11229 Brookebowers
11229 Brookebowers è un asteroide della fascia principale. Scoperto nel 1999, presenta un'orbita caratterizzata da un semiasse maggiore pari a 2,2394275 au e da un'eccentricità di 0,1524687, inclinata di 3,62815° rispetto all'eclittica.
L'asteroide è dedicato alla studentessa statunitense Brooke Nacole Bowers.